# Volver a vivir (telenovela)
Volver a vivir es una telenovela venezolana realizada producida y transmitida por RCTV en el año 1996. Es una historia original de Fausto Verdial. 
Protagonizada por Gledys Ibarra, Carlos Cámara Jr. y Eduardo Serrano y antagonizada por Bettina Grand, Eduardo Gadea Pérez y Mariam Valero y además con las actuaciones de Carolina Tejera, Carlota Sosa, Beatriz Valdés y Mariano Álvarez.

## Sinopsis
Desde que se casó y durante los nueve años posteriores Carmen Teresa asumió el rol de ama de casa, hasta que descubre que su marido es el típico Mujeriego. Por esta razón Carmen Teresa siente que debe darle un nuevo rumbo a su vida; pero nunca pudo hacer una carrera profesional y no encuentra apoyo para realizarse profesionalmente; ya que sus padres aun siguen pensando que el lugar de la mujer es en su casa atendiendo a su marido y sus hermanos tienen sus propios problemas y no tienen tiempo de ayudarla, por lo que darle un nuevo rumbo a su vida será difícil de lograr. Cuando Carmen Teresa estaba a punto de desistir encuentra ayuda en su mejor amiga, que en el pasado vivió lo mismo que ella pero pudo salir adelante y formar una exitosa empresa. Tomándola como su ejemplo y con su apoyo Carmen Teresa empieza un largo camino lleno de alegrías y tristezas, humillaciones y maltratos, un marido que suplica por su perdón; Todo esto tendrá que pasar Carmen Teresa para darle un nuevo rumbo a su vida y "Volver a Vivir".

## Elenco
- Gledys Ibarra como Carmen Teresa Rodríguez De Bernal
- Carlos Cámara Jr. como Miguel Ángel Bernal Parra
- Mariano Álvarez como Abelardo Fonseca
- Carlota Sosa como Miranda Kowalski
- Beatriz Valdés como Libertad Rodríguez De Fonseca
- Eduardo Serrano como Bruno Santander
- Carolina Tejera como Ángela Rodríguez
- Ricardo Bianchi como Marcelo Belandria
- Alberto Alifa como Dr. Vicente Reyes Mora
- Dilia Waikkarán como María De Lourdes De Rodríguez "Lulú"
- Antonio Cuevas como Manuel Rodríguez "Musiú"
- Virginia Urdaneta como Augusta Leandro De Suñer
- Bettina Grand como Lilibeth "Lily" Garzón Mendez
- Gladys Prince como Dolores Melchán
- Elisa Stella como Adelina Parra De Bernal
- Ana María Paredes como Ludmila
- Héctor Manrique como Carlos Tu Bonilla Mendoza
- Manuel Salazar como Alirio Baena
- Eduardo Gadea Pérez como Gonzalo Suñer Landaeta
- Francis Rueda como Sarita Carmona
- Iván Tamayo como Jorge Luis Amaro
- William Goite como Álvaro Rodríguez
- Marcos Moreno como Lorenzo
- Margarita Hernández como Abog. Cecilia Suvillaga
- Jorge Reyes como Tadeo Suñer Leandro
- Angélica Herrera Díaz como Margarita Suñer Leandro
- Dora Mazzone como Mónica Guffant
- Rolando Padilla como Néstor Socorro
- William Moreno como Ramón Machillanda
- Reina Hinojosa como Nemesis Ladera
- Reinaldo José Pérez como Comisario José Antonio Rosales
- Francis Romero como Oriana López Beltrán
- Martha Pabón como Grace Kellis Chacón
- Rafael Romero como Daniel Valdelamar/Simón Romero
- Jorge Almada como Don Avilio Fonseca
- Mariam Valero como Dra. Blanca Amaro
- Antonieta Colón como Martina Chávez "Piel 'e canela"
- José Luis Montero Conde como Dr. Julio Arenas
- Paola Eagles como María Teresa Bernal Rodríguez
- Martha Estrada como Yamilet Burgos
- Edgar Gómez como Comisario Francisco Alarcón
- Johanna Morales como Enfermera
- Gabriela Santeliz como Aminta De Rodríguez
- Engelbert Rosero como El niño Pablo Santander
- Héctor Moreno como Lucas Guffanti
- Anabell Rivero como Jazmín Teresa
- Frank Maneiro como Arquimido Rengifo
- Alejo Felipe como Oficial de justicia
- Verónica Doza como "La prosty Guzmán"
- Edwar Bravo
- Leonardo Villalobos como Él mismo
- Luis Castro
- Oscar Campos
- Kira Grand
- Alid Salazar
- Ramón Aguilera
- Natalí Silvestri
- Carmen Montoya
- José Luis Villalobos

## Libretos de escritores
- Original de: Fausto Verdial
- Escrita por: Fausto Verdial, Cristina Policastro, Armando Coll, Enrique Lárez Monserratte

## Personal del Departamento de Servicios a Producción
Servicios a Producción era la Gerencia de RCTV encargada de realizar todos los soportes necesarios para que cualquier programa del canal pudiera salir al aire. Este listado de personas son los que aparecen al final de cada capítulo.

Tramoyas:
- David Minguelis
- Juan Malavé
- Luis Arriojas
- Rene Rojas
- Daniel Sandoval

Pintores:
- José Colmenares
- Héctor Herrera
- Vicente Fajardo
- Alexis Silva

Paisajistas:
- Roberto Hernández

Utileros:
- José Monsalve
- Wilmer González
- Cecilio Fuentes
- Manuel García
- Antonio González
- Yurbi Quintana

Realizadores:
- Héctor Montilla
- Orlando González

Artes y Oficios:
- Humberto Potiche
- Hebert Suárez
- Juan Godoy
- Oscar Rivodo
- Edgar Rojas
- Danilo Guaimaro
- Yovanny Reinosa

Tapicería:
- José Torrealba
- Roberto Mendoza

Carpintería:
- Pedro Corcega
- Medardo Bravo
- Germán Cedre
- José Valles
- Douglas Araujo
- Edgar Manrique
- Leonardo Mata

Efectos Especiales:
- Leopoldo Barrios

Utilería Menor:
- Melvin Bravo
- Antonio Natera
- José Luis Rivas
- Gladys Briceño
- Oscar Adames
- Víctor Bejarano
- Carmen Teran

Utilería Mayor:
- Lino Aguiar
- Abigaíl Salazar
- Alejandro Flores
- Antonio Rosas
- David Noria
- Francisco Travieso
- Nestor Valecillos
- León Gómez

Almacén de Suministros:
- Víctor Isturiz
- Simón Montaño
- José Ali Salazar
- Juan Carlos Pérez

Maquilladores:
- Antonietta Vasallo
- Nancy Perozo

Estilistas:
- Amada Basanta
- Cesar Araque
- Carlos Castellanos

Diseñador:
- Zamary Herrera

Costureras:
- Mirian Moreno
- Ofelia Díaz
- Carmen Rangel
- Victoria Escalante
- Juana Cruz

Modelistas:
- Eulogia de Pérez
- Zoila Pisco

Almacenistas de Vestuario:
- Maritza Rivas
- Simón Díaz

Escenógrafo:
- Carmelina de Jacovo

Ambientador:
- Nayibe Pérez

Coordinador Servicios Especiales:
- Luis Rey

Jefes de Departamentos:
- Enrique Ferrandiz - Escenografía
- Sonia de Longares - Maquillaje
- Mercedes Guzmán - Vestuario
- Asdrubal Díaz -  Utilería
- Guido Fratini - Almacenes
- Jorge Montes - Talleres

- Datos: Q6164778